# Pontrhydfendigaid
Pontrhydfendigaid är en by i Ceredigion i Wales. Byn är belägen 101 km 
från Cardiff. Orten har 676 invånare (2016).